# Sateliții lui Pluto
Planeta pitică Pluto (sau Pluton) are cinci sateliți naturali. În ordinea distanței de la Pluto, ei sunt Charon, Styx, Nix, Kerberos și Hydra. Charon, cel mai mare, este în rotație sincronă cu Pluto și este destul de masiv încât sistemul Pluto–Charon este uneori considerat o planetă pitică dublă.

## Istorie
Cel mai interior și cel mai mare satelit, Charon, a fost descoperit de către James Christy pe 22 iunie 1978, la aproape jumătate de secol după descoperirea lui Pluto. Acesta a dus la o revizuire substanțială a estimărilor mărimii lui Pluto, despre care se presupunea anterior că masa observată și lumina reflectată a sistemului i se atribuiau toate numai lui.

Încă doi sateliți au fost fotografiați de către astronomii de la Pluto Companion Search Team care se pregăteau pentru misiunea New Horizons și care lucrau cu Telescopul spațial Hubble pe 15 mai 2005. Ei au primit denumirile provizorii S/2005 P 1 și S/2005 P 2. Uniunea Astronomică Internațională a numit în mod oficial acești sateliți Nix (sau Pluto II, satelitul interior, anterior P 2) și Hydra (Pluto III, satelitul exterior, anterior P 1), pe 21 iunie 2006. Kerberos, anunțat pe 20 iulie 2011, a fost descoperit în timpul căutării pentru inele plutoniene. Styx, anunțat pe 7 iulie 2012, a fost descoperit în timp ce se căutau potențiale pericole pentru New Horizons. 

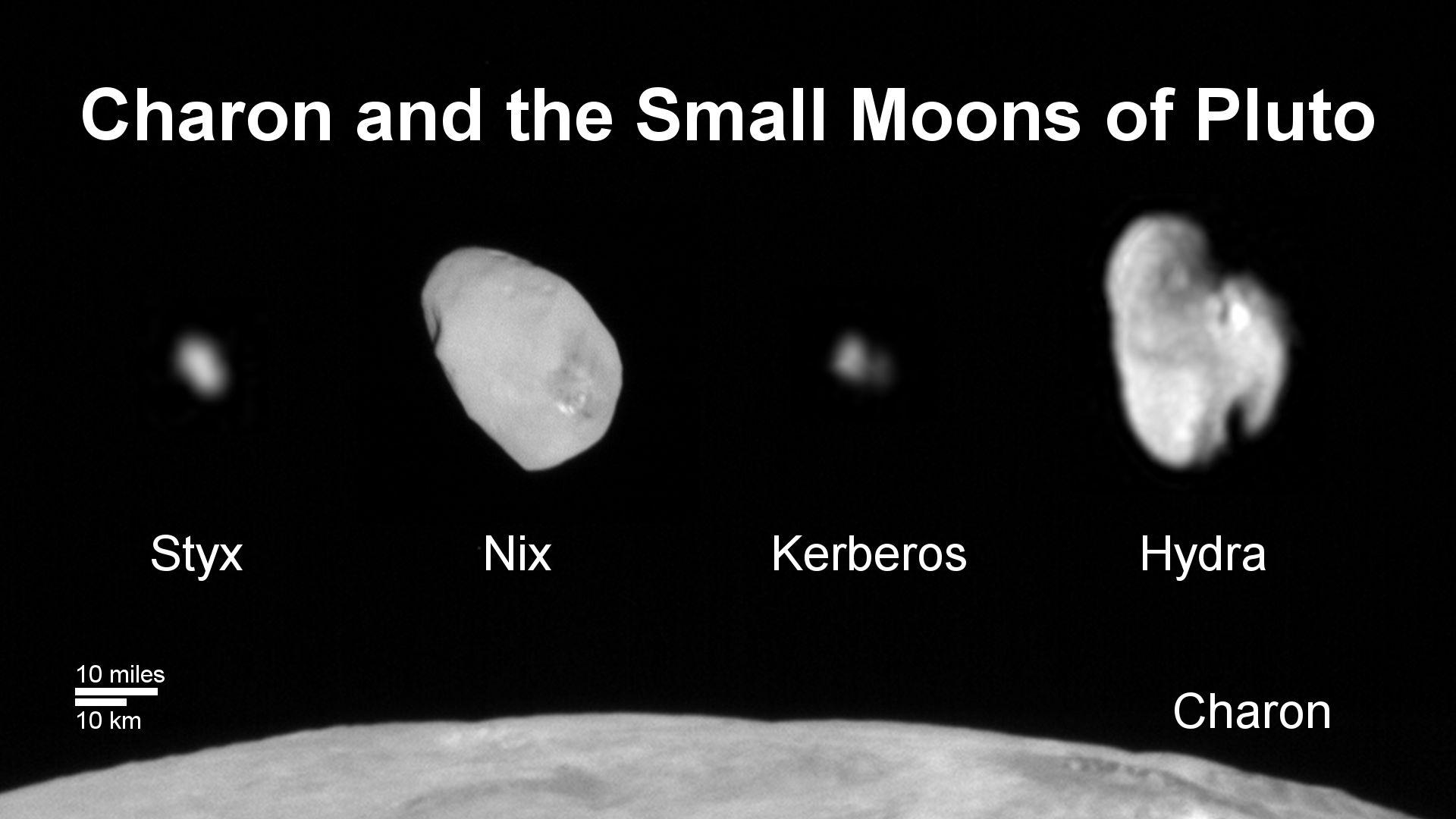
Sateliții mai mici la scară aproximativă, comparați cu Charon.

## Charon

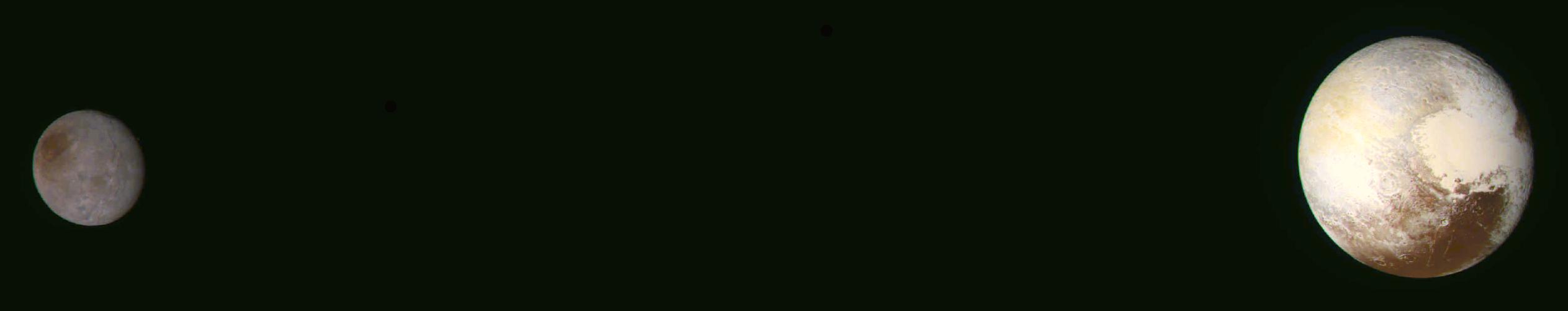
Pluto și Charon, la scară. Poză făcută de New Horizons în timpul apropierii.

Charon are jumătate din diametrul lui Pluto și este destul de masiv (aproape o optime din masa lui Pluto) încât baricentrul sistemului se află între cele două corpuri, la aproximativ 960 de km deasupra suprafeței lui Pluto. Charon și Pluto sunt de asemenea în rotație sincronă, așa încât își arată reciproc tot timpul aceeași față. La Adunarea Generală IAU din August 2006 era luată în considerare propunerea ca Pluto și Charon să fie reclasificați ca o planetă dublă, dar propunerea a fost abandonată.Nu este clar dacă Charon este în echilibru hidrostatic, de care definiția de "planetă pitică" ar avea nevoie, deși este o sferă perfectă potrivit măsurătorilor curente.

## Sateliți mici

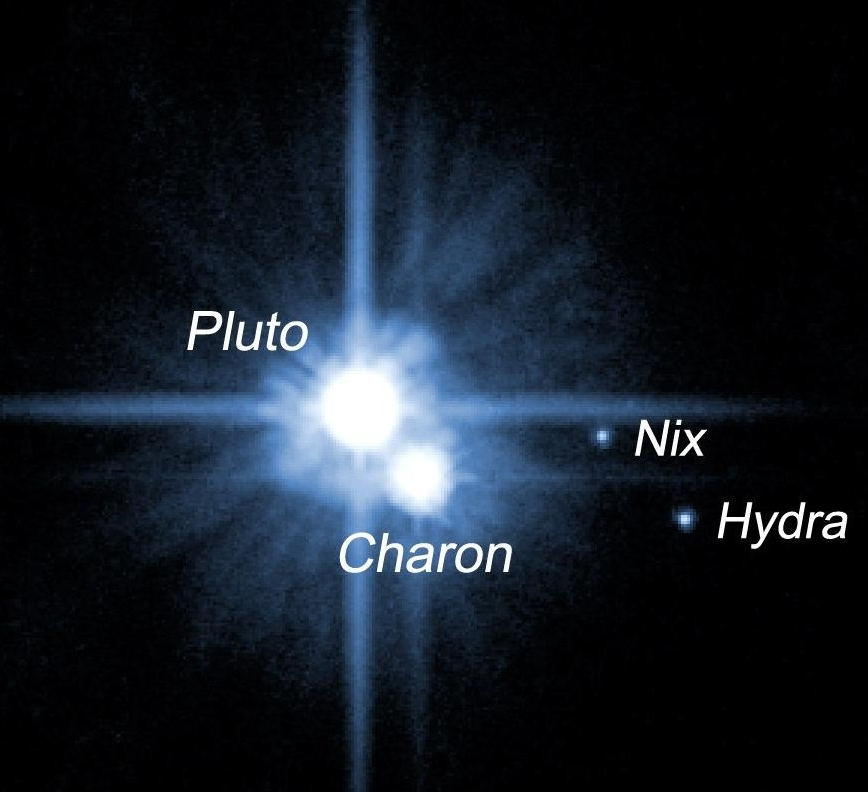
Imaginea de descoperire Hubble a lui Nix și Hydra

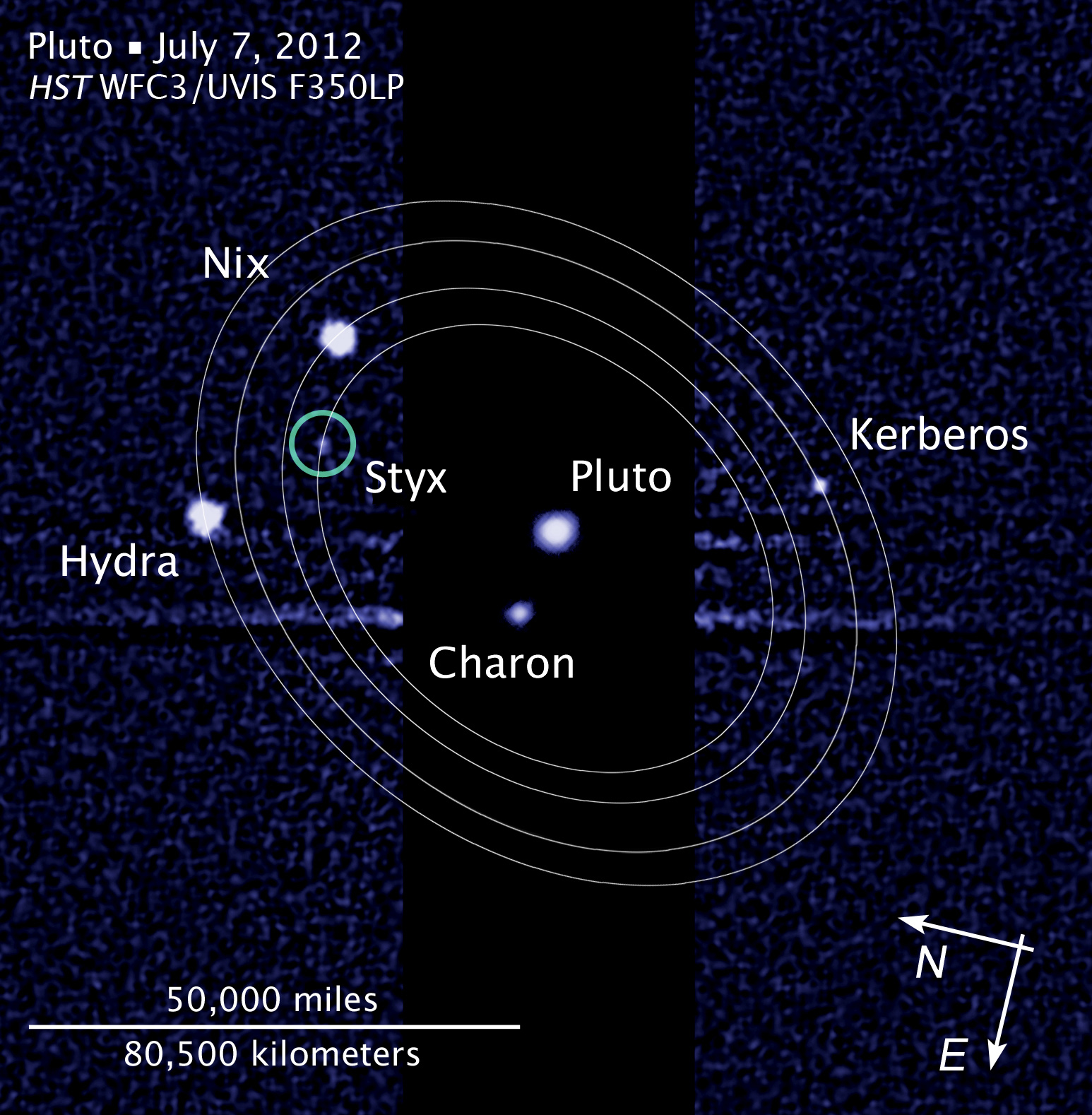
Imaginea de descoperire a lui Styx, suprapuse cu orbitele sateliților

Cei patru sateliți mici circumbinari îl orbitează pe Pluto la distanțe de la doi la patru ori mai mari decât orbita lui Charon, variind de la Styx la 42,700 kilometri până la Hydra la 64,800 de kilometri de la baricentrul sistemului. Toți au orbite aprope circulare, prograde în același plan orbital cu Charon.
Toți sunt mult mai mici decât Charon. Axele mai lungi ale lui Nix și Hydra, cei mai mari, au aproximativ 42 și respectiv 55 de kilometri, iar Styx și Kerberos au 7 și respectiv 12 de kilometri. Toți patru au forme neregulate.

## Caracteristici

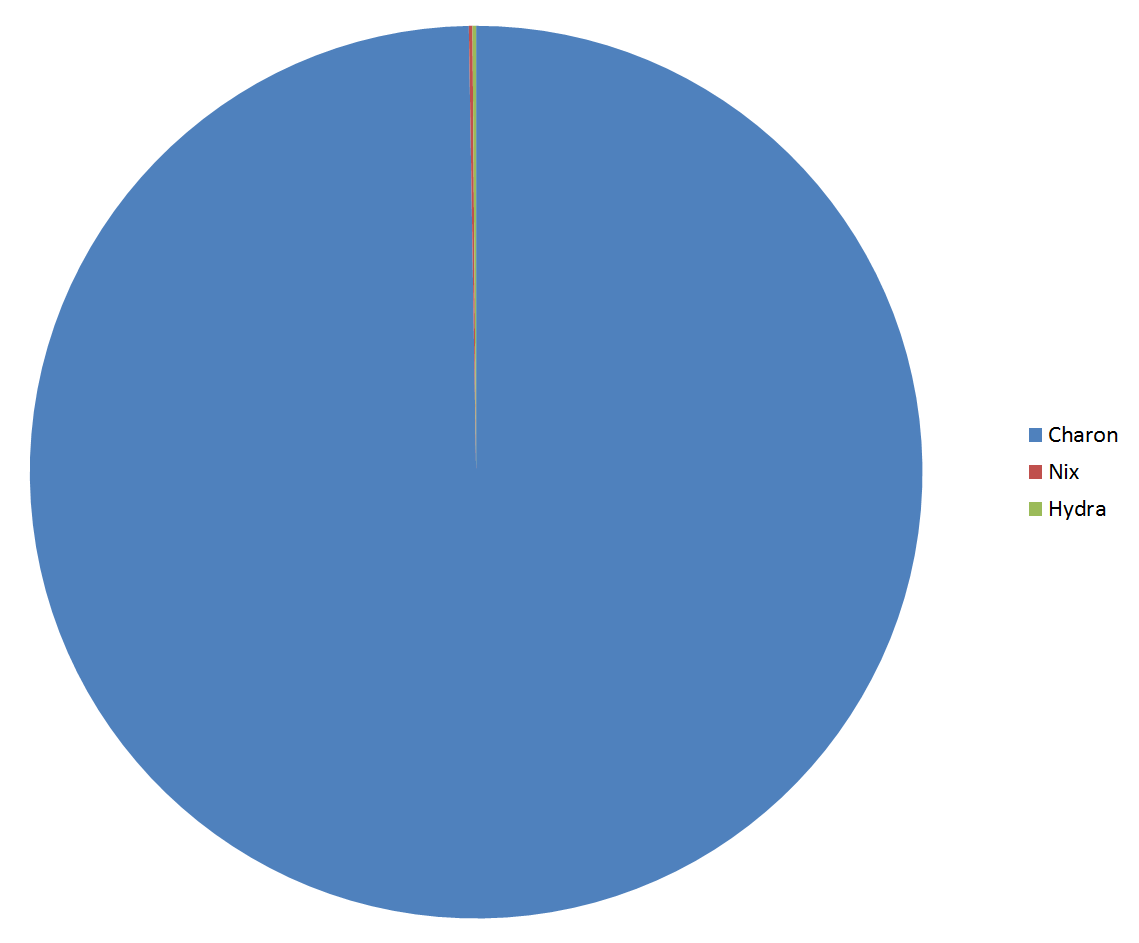
Masele relative ale sateliților lui Pluto. Charon dominează sistemul. Nix și Hydra sunt abea vizibili, iar Styx și Kerberos sunt invizibili la această scară.

O vedere schematică oblică a sistemului Pluto–Charon care arată că Pluto orbitează un punct în exteriorul său. Se poate observa și rotația sincronă reciprocă dintre cele două corpuri.

Sistemul lui Pluto este foarte compact și în mare parte gol:Sateliți prograzi ar putea avea orbite stabile în jurul lui Pluto până la 53% din raza Hill (zona de influență gravitațională a lui Pluto) de 6 milioane de km, sau până la 69% pentru sateliți retrograzi. Însă, numai cei mai interiori 3% din regiunea unde sateliți prograzi ar putea avea orbite stabile este ocupată și regiunea de la Styx la Hydra este atât de aglomerată încât nu mai este spațiu pentru alți sateliți în această regiune.
O căutare intensă condusă de New Horizons a confirmat că niciun satelit mai mare de 4.5 km nu există la distanțe până la 180,000 de km de la Pluto (6% din regiunea stabilă pentru sateliți progarzi), presupunând albedouri similare cu al lui Charon de 0.38 (pentru distanțe mai mici, acest prag este mai mic).
Orbitele sateliților sunt confirmate ca fiind circulare și coplanare,cu înclinații mai mici decât 0,4° și cu excentricități mai mici decât 0,005.
Descoperirea lui Nix și Hydra a sugerat că Pluto ar putea avea inele. Impacturi cu obiecte mici pot crea resturi care să formeze inele. Însă, date de la un studiu optic adânc de la Advanced Camera for Surveys de pe Telescopul Spațial Hubble, de la studii de ocultare și mai târziu de New Horizons, sugerează că nu există inele.

### Rezonanțe
Se crede că Styx, Nix și Hydra sunt într-o rezonanță orbitală de 3 corpuri cu perioade orbitale într-un raport de 18:22:33; și un raport al orbitelor de respectiv 11:9:6. Raporturile ar trebui să fie exacte când precesia orbitală este luată în calcul. Hydra și Nix sunt într-o rezonanță simplă de 2:3. Styx și Nix sunt într-o rezonanță de 11:9, în timp ce rezonanța dintre Styx și Hydra are un raport de 11:6. Asta înseamnă că într-un ciclu periodic sunt 11 orbite ale lui Styx pentru fiecare 9 ale lui Nix și pentru fiecare 6 ale lui Hydra. Raporturile perioadelor sinodice sunt așa încât sunt 5 conjuncții Styx–Hydra și 3 conjuncții Nix–Hydra pentru fiecare 2 conjuncții ale lui Styx și Nix. dacă {\displaystyle \lambda } denotă longitudinea medie iar {\displaystyle \Phi } denotă unghiul de librație, atunci rezonanța poate fi formulată ca {\displaystyle \Phi =3\lambda _{\rm {Styx}}-5\lambda _{\rm {Nix}}+2\lambda _{\rm {Hydra}}=180^{\circ }}. La fel ca și cu rezonanța Laplace a sateliților Galileeni ai lui Jupiter, nu apar conjuncții triple. {\displaystyle \Phi } librează aproximativ 180° cu o amplitudine de cel puțin 10°.
Toți sateliții circumbinari exteriori sunt aproape de rezonanța cu perioada orbitală Charon–Pluto. Styx, Nix, Kerberos și Hydra sunt aproape într-o secvență de 1:3:4:5:6 a rezonanțelor, cu Styx la aproximativ 5.4% de rezonanța coincidentală, Nix la aproximativ 2.7%, Kerberos la aproximativ 0.6% și Hydra la aproximativ 0.3%. Se poate ca aceste orbite să fi originat ca rezonanțe forțate când Charon a ajuns în orbita sa sincronă de acum, iar mai apoi să iasă din rezonanță când excentricitatea orbitei lui Charon a fost amortizată. Perechea Pluto–Charon creează forțe mareice puternice, cu câmpul gravitațional variind la sateliții exteriori cu până la 15%.

Însă, a fost calculat că o rezonanță cu Charon l-ar fi putut împinge pe Nix sau Hydra în orbita sa curentă, dar nu pe amândoi: împingerea lui Hydra ar fi avut nevoie de excentricitate mică de 0.024, în timp ce împingerea lui Nix ar fi avut nevoie de o excentricitate de cel puțin 0.05. Aceasta sugerează că Nix și Hydra sunt în schimb obiecte capturate, formate în jurul lui Pluto–Charon, care au migrat în interior până când au fost prinse în rezonanță cu Charon. Existența lui Kerberos și Styx ar putea susține această idee.

### Rotație
Înainte de misiunea New Horizons se credea că Nix, Hydra, Styx și Kerberos se roteau haotic. 
Însă, imagini de la New Horizons au arătat că ei nu au fost decelerați destul de forțele mareice încât să aibă rotații haotice.
 Imagini de la New Horizons au arătat că toți cei 4 sateliți au oblicități mari.Fie, 
ei sau format astfel, fie au fost răsturnați de o rezonanță. 
 Este posibil ca Styx să aibă variații intermitente și haotice de oblicitate.
Mark R. Showalter a speculat că, "Nix își poate rotii întregul pol. Ar putea fi posibil să petreci o zi pe Nix în care soarele răsare în est și apune în nord. Modul în care se rotește este aproape la întâmplare." 
Se mai cunoaște despre un alt satelit natural că are o rotație haotică, satelitul lui Saturn, Hyperion, deși cel mai probabil și sateliții lui Haumea au rotații haotice.

## Origine

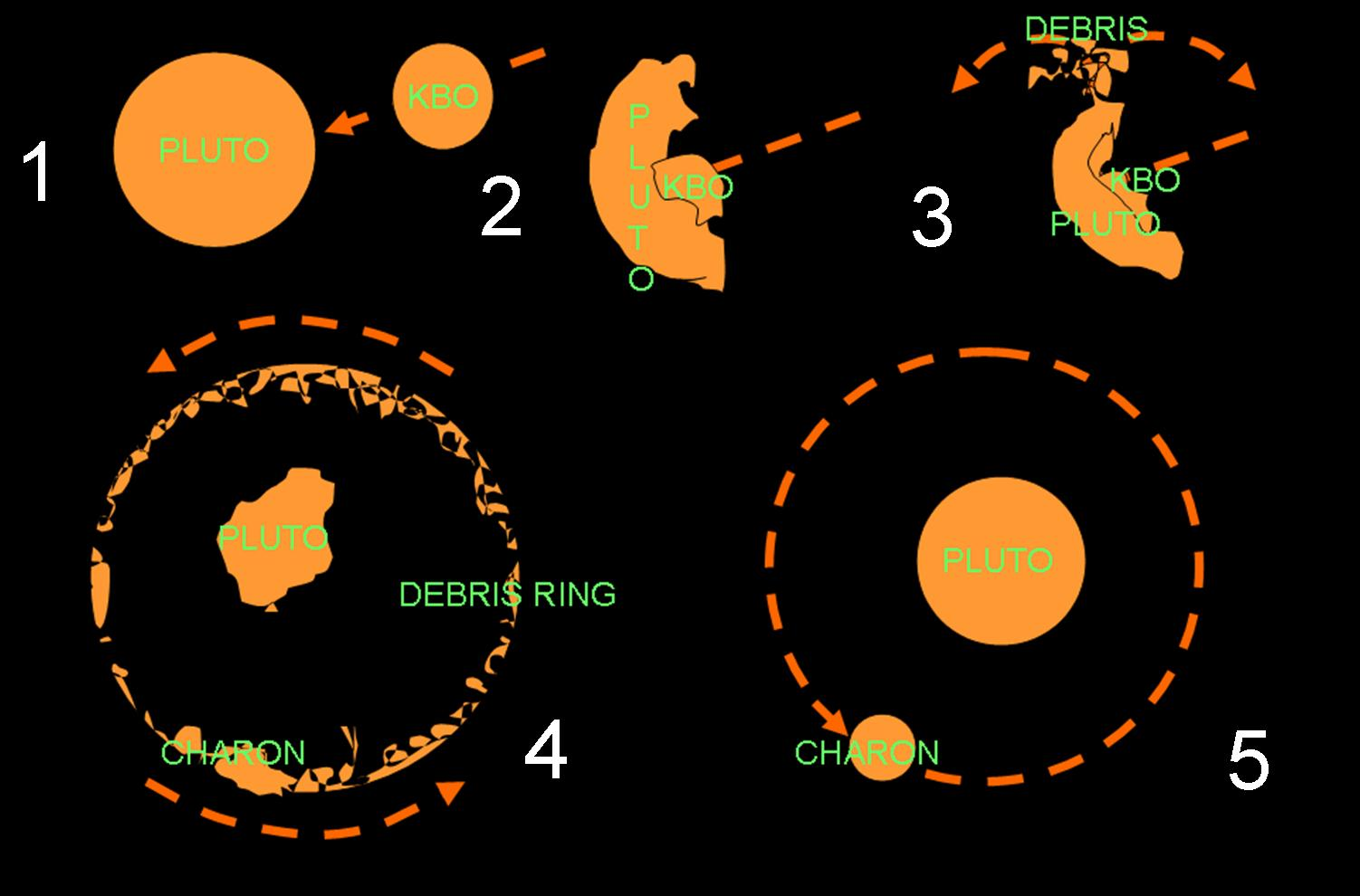
Formarea sateliților lui Pluto. 1: un obiect din Centura Kuiper se apropie de Pluto; 2: se ciocnește cu Pluto; 3: un inel de praf se formează în jurul lui Pluto; 4: resturile se adună ca să-l formeze pe Charon; 5: Pluto și Charon se relaxează în corpuri sferice.

Este suspectat că sistemul de sateliți ai lui Pluto a fost creat de o coliziune masivă, similară cu Impactul Theia despre care se crede că a creat Luna. În ambele cazuri momentele cinetice mari al sateliților poate fi explicat de acest scenariu. Orbitele aproape circulare ale sateliților mai mici sugerează că și ei au fost mai degrabă formați în acestă coliziune, decât să fie obiecte capturate din Centura Kuiper. Aceasta și aproape rezonanțele lor orbitale cu Charon (vezi mai jos) sugerează că s-au format mai aproape de Pluto decât sunt acum, iar mai apoi au migrat în exterior în timp ce Charon a ajuns pe orbita sa de acum. Culoarea lor gri este diferită de cea a lui Pluto, unul dintre cele mai roșii obiecte din Sistemul Solar. Se crede că aceasta s-a întâmplat din cauza pierderii de compuși volatili în timpul impactului sau în timpul coalescenței care a urmat, lăsând suprafețele sateliților dominate de gheață. Însă, un astfel de impact ar fi trebuit să creeze mai multe resturi (mai mulți sateliți), totuși alți sateliți sau inele nu au fost descoperite de New Horizons, excluzând posibilitatea ca orice alți sateliți de mărimi semnificative să-l orbiteze pe Pluto.

## Listă
Sateliții lui Pluto sunt listați aici după perioada orbitală, de la mică la mare. Charon, care este destul de masiv încât să se fi prăbușit într-un sferoid la un moment dat, este evidențiat în albastru deschis. Pluto a fost adăugat pentru comparație. Toate elementele sunt față de baricentrul Pluto-Charon. Distanța medie dintre centrele lui Pluto și Charon este de 19,596 de km.
| Nume (pronunție) | Nume (pronunție) | Nume (pronunție) | Imagine | Diametru (km)      | Masă (×1019 kg) | Semiaxă mare (km) | Perioadă orbitală (zile) | Rezonanță orbitală (față de Charon) | Excentri- citate | Înclinație (°) (față de ecuatorul lui Pluto) | Magnitudine vizuală (medie) | Anul Descoperirii |
| ---------------- | ---------------- | ---------------- | ------- | ------------------ | --------------- | ----------------- | ------------------------ | ----------------------------------- | ---------------- | -------------------------------------------- | --------------------------- | ----------------- |
| Pluto            | Pluto            | /'plu.to/        |         | 2,376.6±3.2        | 1305±7          | 2,035             | 6.38723                  | 1:1                                 | 0.0022           | 0.001                                        | 15.1                        | 1930              |
| Pluto I          | Charon           | /'ʃa.ron/        |         | 1,212±1            | 158.7±1.5       | 17,536±3          | 6.38723                  | 1:1                                 | 0.0022           | 0.001                                        | 16.8                        | 1978              |
| Pluto V          | Styx             | /'stiks/         |         | 16 × 9 × 8         | 0.00075         | 42,656±78         | 20.16155                 | 1:3.16                              | 0.00579          | 0.81±0.16                                    | 27                          | 2012              |
| Pluto II         | Nix              | /'niks/          |         | 49.8 × 33.2 × 31.1 | 0.005±0.004     | 48,694±3          | 24.85463                 | 1:3.89                              | 0.00204          | 0.133±0.008                                  | 23.7                        | 2005              |
| Pluto IV         | Kerberos         | /'ker.be.ros/    |         | 19 × 10 × 9        | 0.0016±0.0009   | 57,783±19         | 32.16756                 | 1:5.04                              | 0.00328          | 0.389±0.037                                  | 26                          | 2011              |
| Pluto III        | Hydra            | /'hi.dra/        |         | 50.9 × 36.1 × 30.9 | 0.005±0.004     | 64,738±3          | 38.20177                 | 1:5.98                              | 0.00586          | 0.242±0.005                                  | 23.3                        | 2005              |

### Model la scară al sistemului Pluto

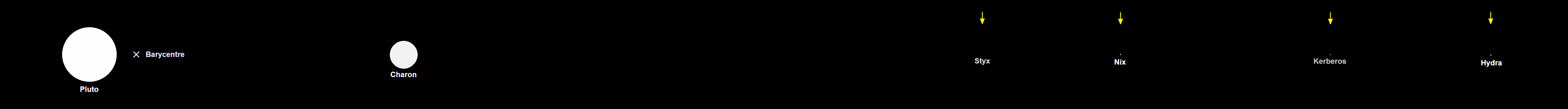
Pluto și cei cinci sateliți ai săi și locația baricentrului sistemului. Mărimile și distanțele corpurilor sunt la scară (apasă pe imagine pentru detalii).

## Evenimente reciproce

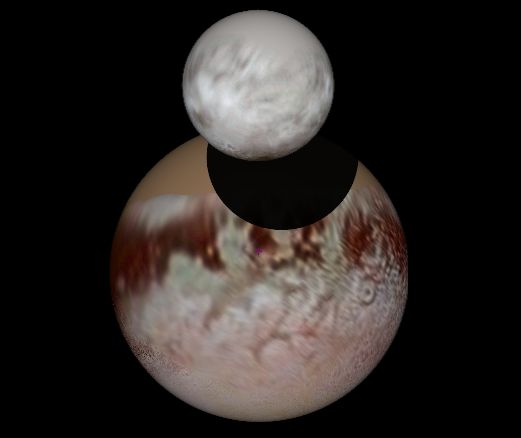
Vedere simulată cu Charon tranzitându-l pe Pluto pe 25 Februarie 1989.

Tranzitele se întâmplă când unul dintre sateliții lul Pluto trece printre Pluto și Soare. Aceasta se întâmplă când unul dintre nodurile orbitale ale sateliților (punctele unde orbitele lor se intersectează cu ecliptica lui Pluto) se aliniază cu Pluto și cu Soarele. Aceasta se poate întâmpla doar la două puncte pe orbita lu Pluto; întâmplător, aceste puncte sunt aproape de periheliul și afeliul lui Pluto. Ocultații apar când Pluto trece în fața unui satelit și îl blochează.
Charon are un diametru unghiular de 4 grade de arc văzut de pe suprafața lui Pluto; Soarele pare mult mai mic, doar 39 până la 65 de secunde de arc.Prin comparație, Luna, așa cum este văzută de pe Pământ, are un diametru unghiular de doar 31 de minute de arc, sau puțin peste jumătate de grad de arc. Prin urmare, Charon pare să aibă de opt ori diametrul sau de 25 de ori suprafața Lunii; acest lucru se datorează apropierii lui Charon de Pluto mai degrabă decât dimensiunii, deoarece, în ciuda faptului că are puțin peste o treime din raza Lunii, Luna Pământului este de 20 de ori mai îndepărtată de suprafața Pământului decât Charon este de cea a lui Pluto. Această proximitate asigură în continuare că o mare parte a suprafeței lui Pluto poate experimenta o eclipsă. Deoarece Pluto prezintă întotdeauna aceeași față lui de Charon din cauza mișcării sincrone, doar emisfera orientată spre Charon experimentează eclipse solare din cauza lui Charon.
Sateliții mai mici fac umbre în alte locuri. Diametrele unghiulare ale sateliților mai mici (văzuți de pe Pluto) sunt incerte. Al lui Nix este de 3–9 arcminute iar al lui Hydra este de 2–7 arcminute. Diametrele lor unghiulare sunt mult mai mari decât cel al soarelui, așa că acești sateliți pot creea eclipse solare totale.
Eclipse create de Styx și de Kerberos sunt mai dificil de estimat, pentru că amândoi sunt foarte neregulați, cu dimensiuni unghiulare de 76.9 x 38.5 la 77.8 x 38.9 de arcsecunde pentru Styx, și de 67.6 x 32.0 to 68.0 x 32.2 pentru Kerberos. Prin urmare, Styx nu creează eclipse anulare, axa sa cea mai lungă fiind cu 10 arcsecunde mai mare decât cel al Soarelui. Însă, Kerberos, deși puțin mai mare, nu poate crea eclipse totale pentru că cea mai mare axă a saare doar 32 de arcsecunde. Eclipse create de Kerberos și de Styx vor consta în mare parte din eclipse parțiale și hibride, cu eclipse totale fiind extrem de rare.
Următoarea perioadă de evenimente reciproce din cauza lui Charon va începe în Octombrie 2103, cu vârful activității în 2110, și cu sfârșitul în January 2117. În timpul acestei perioade, vor fi eclipse solare în fiecare zi plutoniană, cu o durată maximă de 90 de minute.

## Explorare
Sistemul Pluto a fost vizitat de sonda spațială New Horizons în Iulie 2015. Au fost făcute imagini cu Nix cu rezoluții de până la 330 de metri per pixel și cu pănă la 1.1 kilometri per pixel cu Hydra. Imagini cu rezoluție scăzută au fost făcute cu Styx și Kerberos.